# Nchelenge (Distrikt)
Nchelenge ist einer von zwölf Distrikten in der Provinz Luapula in Sambia. Die Hauptstadt ist Nchelenge. Der Distrikt hat eine Fläche von 4148 km² und es leben 233.700 Menschen (2022) in ihm. Er wurde 1997 von dem Distrikt Kawambwa abgespaltet.

## Geografie
Der Distrikt ist über den Mwerusee mit der Demokratischen Republik Kongo verbunden. Es gibt Fähren von der Stadt Nchelenge nach Kilwa. Im See befinden sich auch die beiden Inseln Kilwa und Isokwe die zum Distrikt gehören. Er liegt auf einer Höhe von etwa 920 (Seehöhe) und 1100 m. Der Lusenga-Plain-Nationalpark grenzt im Osten an den Distrikt.
Der Distrikt grenzt im Norden an den Distrikt Chiengi, und im Süden an Kawambwa und Mwansabombwe. Im Osten grenzt er an Kaputa in der Nordprovinz und im Westen an Haut-Katanga in der Demokratischen Republik Kongo.
Nchelenge ist in 13 Wards aufgeteilt:
- Chilongo
- Chisenga
- Kabuta
- Kasamba
- Kashikishi
- Katofyo
- Kilwa
- Mofwe
- Mulwe
- Munkombwe
- Mwatishi
- Nchelenge
- Shabo

## Hydrologie
Der Distrikt ist hydrologisch ins Besondere durch den Mwerusee und den Luapula, der hier mündet, geprägt. Zu erwähnen ist noch der Kalungwishi, der die Nordostgrenze des Distriktes bildet.